# Jon van Eerd
Pour les articles homonymes, voir Van Eerd.
Jon van Eerd, né Johannes Martinus Petrus Henricus Elisabeth Coleta van Eerd le 5 septembre 1960 à Maastricht,,,, est un acteur, doubleur, scénariste et chanteur néerlandais.

## Filmographie[5]

### Acteur

#### Cinéma et téléfilms
- 1992 : Flodder in Amerika! (nl) : Le vice Président
- 1994-1998 : Les Gravos (Flodder) : Deux rôles (Le docteur et Anton)
- 1995 : Iznogoud : Sultan Haroen el Poessah
- 1996 : Roomservice 'n Candid Comedy : Emiel
- 1998 : Jim Bouton : Les voix
- 2000-2001 : Pokémon : Le professeur Oak
- 2002 : Secrets d'héritage : L'entraîneur
- 2002 : Hartslag (série télévisée) : Hans Vogel
- 2003 : Ernstige delicten (nl) : Henk van Liempt
- 2005 : Baantjer : Dennis de Miranda
- 2006 : De Tante van Charlie (nl) : Jacob Brasschaet
- 2008 : LittleBigPlanet : Le narrateur
- 2009 : Little Big Planet PSP : Le narrateur
- 2012 : Little Big Planet PS Vita : Le narrateur
- 2012 : Moeder, ik wil bij de Revue (nl) : John Hogendoorn
- 2013 : Boeing Boeing! : Harrie Vermeulen
- 2013 : Mannenharten (nl) : Roy Berger
- 2015 : The Passion (nl) : Pilate

### Scénariste
- 2006 : De tante van Charlie (nl)
- 2008 : Sinterklaas en het Geheim van het Grote Boek (nl)
- 2013 : Boeing Boeing! (nl)